# بلالاکایا
بلالاکایا (به لاتین: Belalakaya) یک کوه در روسیه است که در قره‌چای و چرکس واقع شده‌است. بلالاکایا ۳٬۸۶۱ متر بالاتر از سطح دریا واقع شده‌است.